# Terminale générale
Pour des articles plus généraux, voir Baccalauréat général et Classe de terminale française.
 (février 2019).
En France, la terminale générale est la troisième et dernière année d’enseignement des lycées généraux. C’est la voie choisie par une grande partie des élèves qui y ont en principe entre 17 et 18 ans.

## Généralités
La classe de terminale générale est accessible après la première générale, avec l'accord du conseil de classe.
| Niv 4 Bac +0 17 |                                   | Baccalauréat général Arts, SES, SVT, HGGSP, Humanités, LCA, LLCE, Maths, PC, NSI, SVT, SITerminale générale |                                   | Baccalauréat technologique STAV, ST2S, STD2A, STMG, S2TMD, STI2D, STHR, STLTerminale technologique |                     | Baccalauréat professionnel Alimentaire, Vente, Beauté, Bâtiment, Santé, Design, Véhicules, NumériqueTerminale professionnelle | BMA                                   | BP                                    | CS5 CS4 CS3                           | BM                                    | BTM |
| Niv 3 16        | Première générale                 | Première technologique                                                                                      | Première professionnelle          | CAP 2e année                                                                                       | CAP 2e année        | CAP 2e année | CAP 2e année                          | CAP 2e année                          |                                       |                                       |     |
| 15              | Seconde générale et technologique | Seconde générale et technologique                                                                           | Seconde générale et technologique | Seconde professionnelle                                                                            | CAP 1re année       | CAP 1re année | CAP 1re année                         | CAP 1re année                         | CAP 1re année                         |                                       |     |
| RNCP Âge        | Lycée général                     | | Lycée technologique               | | Lycée professionnel | Centre de formation d'apprentis (CFA)                                                                                         | Centre de formation d'apprentis (CFA) | Centre de formation d'apprentis (CFA) | Centre de formation d'apprentis (CFA) | Centre de formation d'apprentis (CFA) |     |

## Organisation jusqu'en 2020
Jusqu'à l'année 2019-2020 incluse, cette classe est composée de trois séries avec des programmes différents : la terminale économique et sociale, la terminale littéraire et la terminale scientifique.

## Matières enseignées depuis 2020
À la rentrée 2020, les séries générales sont supprimées. Les élèves suivent désormais des enseignements communs, des enseignements de spécialité et, le cas échéant, des enseignements optionnels.
| Enseignements communs :                                                        |          |
| Philosophie                                                                    | 4 heures |
| Histoire-géographie                                                            | 3 heures |
| Langue vivante A et langue vivante B (enveloppe englobée) a) b)                | 4 heures |
| Éducation physique et sportive                                                 | 2 heures |
| Enseignement scientifique                                                      | 2 heures |
| Enseignement moral et civique                                                  | 0h30     |
| Enseignements de spécialité : 2 au choix (parmi ceux déjà choisis en première) |          |
| Arts c)                                                                        | 6 heures |
| Biologie-écologie d)                                                           | 6 heures |
| Education physique, pratique et culture sportives (depuis 2021)                | 6 heures |
| Histoire-géographie, géopolitique et sciences politiques                       | 6 heures |
| Humanités, littérature et philosophie                                          | 6 heures |
| Langues, littératures et cultures étrangères et régionales e)                  | 6 heures |
| Littérature et langues et cultures de l'Antiquité f)                           | 6 heures |
| Mathématiques                                                                  | 6 heures |
| Numériques et sciences informatiques                                           | 6 heures |
| Physique-chimie                                                                | 6 heures |
| Sciences de la vie et de la Terre                                              | 6 heures |
| Sciences de l'ingénieur g)                                                     | 6 heures |
| Sciences économiques et sociales                                               | 6 heures |
| Orientation                                                                    |          |
| Accompagnement personnalisé h)                                                 |          |
| Accompagnement au choix de l'orientation i)                                    |          |
| Heures de vie de classe                                                        |          |
| Enseignements optionnels :                                                     |          |
| 1 enseignement parmi :                                                         |          |
| Mathématiques complémentaires j)                                               | 3 heures |
| Mathématiques expertes k)                                                      | 3 heures |
| Droit et grands enjeux du monde contemporain                                   | 3 heures |
| 1 enseignement parmi :                                                         |          |
| Langue vivante C a) b)                                                         | 3 heures |
| Langues et cultures de l'Antiquité : Latin l)                                  | 3 heures |
| Langues et cultures de l'Antiquité : Grec l)                                   | 3 heures |
| Éducation physique et sportive                                                 | 3 heures |
| Arts c)                                                                        | 3 heures |
| Hippologie et équitation d)                                                    | 3 heures |
| Agronomie-Économie-Territoires d)                                              | 3 heures |
| Pratiques sociales culturelles d)                                              | 3 heures |

a) La langue vivante B ou C peut être étrangère ou régionale.
b) Enseignement auquel peut s'ajouter une heure avec un assistant de langue.
c) Au choix parmi : arts plastiques ou cinéma-audiovisuel ou danse ou histoire des arts ou musique ou théâtre. Les arts du cirque ne peuvent être choisis qu'en enseignement de spécialité. Les élèves ont la possibilité de cumuler en enseignement de spécialité et en enseignement optionnel deux enseignements relevant d'un même domaine artistique ou non.
d) Enseignement assuré uniquement dans les lycées d'enseignement général et technologique agricole.
e) Au choix parmi : allemand ou anglais ou espagnol ou italien ou portugais ou basque ou breton ou catalan ou corse ou créole ou occitan-langue d'oc ou tahitien
f) Au choix parmi : latin ou grec ou enseignement conjoint des langues anciennes (ECLA)
g) Cet enseignement est complété de 2 heures de sciences physiques
h) Volume horaire déterminé selon les besoins des élèves
i) 54 heures, à titre indicatif, selon les besoins des élèves et les modalités de l'accompagnement à l'orientation mises en place dans l'établissement.
j) Pour les élèves ne choisissant pas en terminale la spécialité « Mathématiques »
k) Pour les élèves choisissant en terminale la spécialité « Mathématiques »
l) Les enseignements optionnels de LCA latin et grec peuvent être choisis en plus de l'enseignement optionnel suivis par ailleurs.

## Évaluation dans le cadre du baccalauréat depuis 2020

### Épreuves terminales
Au cours de l'année de terminale, les élèves passent 3 des 4 épreuves terminales comptant pour 60 % du baccalauréat (la 4e étant déjà passée en fin de classe de première).
Les épreuves sont les suivantes :
| Épreuve                                               | Coefficient | Moment du passage        |
| ----------------------------------------------------- | ----------- | ------------------------ |
| Français                                              | 10          | Fin d'année de première  |
| Enseignement de spécialité 2 (poursuivi en terminale) | 16          | Fin d’année de terminale |
| Grand oral                                            | 10          | Fin d’année de terminale |
| Philosophie                                           | 8           | Fin d’année de terminale |

### Contrôle continu
Au cours du cycle terminal du lycée général, les enseignements sont évalués en contrôle continu et comptent pour 40 % dans l'obtention du baccalauréat. Les matières évaluées pendant l'année de terminale générale sont les suivantes :
| Épreuve                                               | Coefficient |
| ----------------------------------------------------- | ----------- |
| Enseignement de spécialité 1 (abandonné en terminale) | 8           |
| Histoire-géographie                                   | 6           |
| Langue vivante A                                      | 6           |
| Langue vivante B                                      | 6           |
| Éducation physique et sportive a)                     | 6           |
| Enseignement scientifique                             | 6           |
| Enseignement moral et civique                         | 2           |

a) Évaluée en Contrôle en cours de formation (CCF) durant toute l'année de terminale.

### Résultats de l'élève
Durant la classe de terminale, les moyennes chiffrées de chaque élève comptent pour le baccalauréat et donne lieu à une note globale avec un coefficient 40. Tous les enseignements suivis en classe de terminale sont comptabilisés dans ces 40 %.